# فینال جام جهانی فوتبال ۱۹۷۴

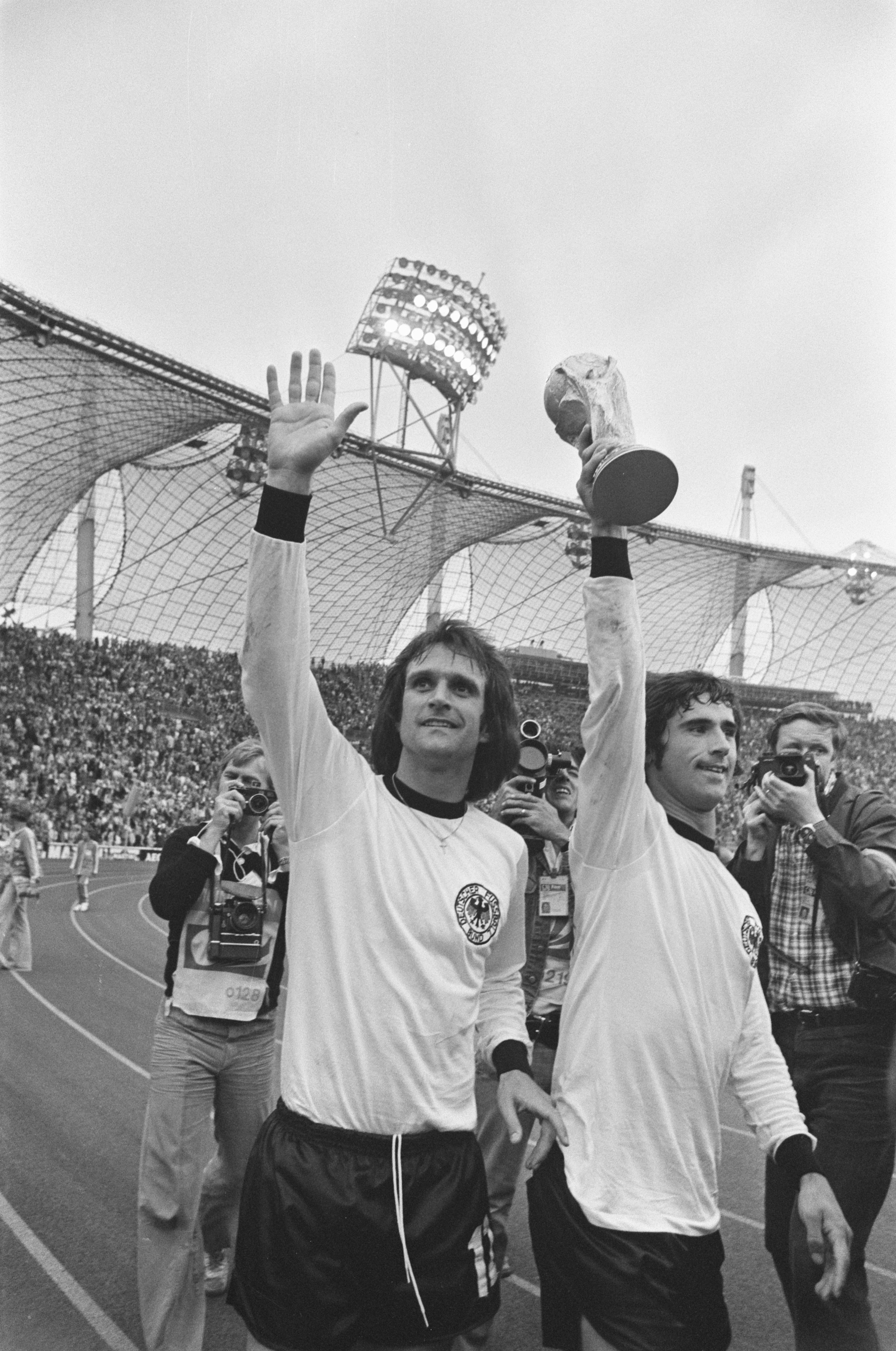

فینال جام جهانی فوتبال ۱۹۷۴، رقابت پایانی جام جهانی فوتبال ۱۹۷۴ است که مابین تیم ملی فوتبال آلمان غربی و تیم ملی فوتبال هلند در ورزشگاه المپیک مونیخ، مونیخ برگزار شده‌است.
این مسابقه که در تاریخ ۷ ژوئیه ۱۹۷۴ انجام شده‌است با نتیجه ۲ بر ۱ به سود تیم ملی فوتبال آلمان غربی به پایان رسید.